# Villasuso de Mena
Villasuso de Mena es una entidad local menor, formada por una única localidad situada en la provincia de Burgos, comunidad autónoma de Castilla y León (España), comarca de Las Merindades, partido judicial de Villarcayo, ayuntamiento de Valle de Mena.

## Situación administrativa
En las elecciones locales de 2015 correspondientes a esta entidad local menor concurre una sola candidatura encabezada por D. Eugenio Ventades Henales (PSOE) quien resulta reelegido alcalde pedáneo. En 2019 se celebran elecciones y sale elegido nuevo Alcalde D. Iñigo López Wamba (PSOE).

## Geografía
Está situado a 3800 metros de Villasana de Mena, confinado por el Norte, con Barrasa; por el Sur, con Siones, por el Oeste, con Lezana, y, por el Este, con Villanueva.
Se encuentra a 352 metros sobre el nivel del mar, está emplazado en la falda de "Monterredondo", que le resguarda del Norte, y tiene un bonito barrio llamado "El Prado".
Es su terreno de excelente calidad, y produce trigo, maíz, patatas, legumbres y hortalizas. En su campo y en sus huertas hay muchos árboles frutales, y, cuando se cultivaba la vid en Mena, poseía bastante viñedo.
En la R.O. de 2 de junio de 1864 figura Villasuso con dos montes, llamados "Monterredondo", que mide 125 hectáreas, y "Salgueros", de 5.85 hectáreas, que dan un total de 130,85 hectáreas.
El agua potable se la proporcionan del río Cadagua, existiendo un depósito de agua en la parte alta del pueblo, cerca de la iglesia.
Este río pasa por la parte Sur del pueblo, en la que hay un extenso campo verdaderamente encantador, de lo mejor de Mena, por lo llano de su verde pradera y por lo frondoso de sus numerosos y corpulentos árboles.
Un buen puente (de madera en 1925) pone al pueblo en comunicación con ese campo, en cuyas mediaciones existió en su día un molino harinero movido por el Cadagua.
En su día el llamado barrio "Prado" estaba magníficamente situado para ser centro de consumo y de reunión de los vecinos de los pueblos inmediatos.

## Demografía
En 1910 tenía 164 habitantes y en 1925 contaba con 155 habitantes según el censo de población hecho el 31 de diciembre de 1920 y publicado en 1923.
En el censo de 1950 contaba con 123 habitantes, reducidos a 86 en 2024.

## Historia
Villasuso significa "Villa de arriba". 
Información recogida en 1925, "El Valle de MENA y sus pueblos":
```
 - Hay ganadería y rebaños de ovejas, y para la mutua seguridad de los bueyes de labranza tienen los vecinos la Sociedad llamada "Minada". 
 - Este pueblo pertenece al distrito médico de Villanueva, y, en cuanto a la farmacia, se concertan, en general, con la de Paradores, cuando la hay en este barrio y, si no, con la de Villasana, con cuyo veterinario tiene convenida la asistencia a sus ganados.
 - Para proveerse de los artículos de consumo y vestido recurren los vecinos a "El Prado", "Paradores", "Casetas" y Villasana.
 - Hubo en este pueblo, hasta hace pocos años, una escuela mixta fundada por D. Valentín de Ondavilla, y, actualmente, sólo existe una escuela mixta del Estado, llamada de "el Prado", en la que se refundó aquella.
 - Es gobernado el pueblo por el alcalde de barrio y Junta administrativa, elegidos por los vecinos como dispone ahora en Estatuto municipal.
 - Situada en lo más alto del pueblo está la iglesia, cuyo patrono es Santo Tomás, aunque la fiesta del pueblo es el día de San Bartolomé y en ella está la Cofradía para asistir a los entierros de los vecinos.
 - Hasta el año pasado existió en Villasuso una Capilla llamada de San Pedro, de propiedad particular.
 - La antigüedad de Villasuso no pasa del 
siglo
 
X
. En parte era behetría, en parte solariega; algo era de la Orden de San Juan, otro tanto del monasterio de Siones y el resto de los hijosdalgo, sus moradores. (Becerro).
 - El abad de Siones, secular y lego, que por un derecho heredado y vinculado en su casa, de cuyo origen y legimitidad no hay documento justificativo, era llevador de todos loa diezmos, granados y menudos que se causaban en esta parroquia y en la de Siones, y nombraba los curas que habían de regirlas dándoles la congrua sustentación, con la notable diferencia de que en la iglesia de Siones obtenía el derecho expresado como Abad o patrono de ella y llevaba su título; mas no así en la de Villasuso, de cuya propiedad estaba en posesión el pueblo y no dicho Abad, que no tenía su patronato, sino solamente el derecho de percibir sus diezmos ordinarios y de nombrar cura que la rigiera.
 - En 1553 se hizo en Mena una información para probar la conveniencia de plantar árboles frutales en terrenos públicos, y representó a este pueblo Hernando de Valencia.
 - En 1555, en el pleito que tuvo el Valle con el Corregidor de las cuatro Villas de la Costa del Mar, fue representado Villasuso por Juan Marcos del Prado.
 - En el sitio llamado "Juncal del Prado", término de este pueblo, se reunía la Junta del linaje de los "Vallejos", cuando estaba dividido en cuatro Juntas y éstas celebraban sus sesiones en despoblado.
 - Una de las últimas ferrerías levantadas en Mena para elaborar hierro utilizando el curso del río Cadagua, fue la de Villasuso, edificada en los comienzos del siglo pasado, entre Vallejo y Villasuso, al borde del camino vecinal que une a estos dos pueblos.
 - A principios del presente siglo fue Villasuso el pueblo que ganó el premio en el cultivo de las patatas.
 - D. José de Ondavilla, Alcalde que fue del Valle, construyó en Villasuso, pueblo de su residencia, una pesquería en la que abundan las truchas.
 - Al citado señor Ondavilla debe, también Villasuso el lavadero público cubierto, así como a don Julián de Calvo le debe la importante mejora del camino que va a Paradores.
 - Aprovechando el cauce, la presa, el salto del agua y las ruinas de la ferrería de este pueblo, de la que hemos hecho mención más arriba, se está construyendo una central eléctrica, con el fin de proporcionar alumbrado eléctrico a los pueblos de la Sopeña y a otros varios del Valle.
```

```
  - 
El Prado
. En el llano, ocupando admirable posición y cruzado  por la carretera de Villasana a Cadagua, está el barrio de "El Prado", de Villasuso, del que ya hemos dicho que es centro de reunión de los vecinos de los alrededores y lugar adonde concurren los pueblos comarcanos a proveerse de artículos de consumo.
  - También le da importancia el estar enclavado en él la escuela del distrito y ser el punto de parada para los turistas y amantes del arte que van a visitar la imponderable y monumental iglesia de Siones, orgullo de los meneses y envidia de los extraños.
  - En tiempos pasados este barrio era uno de los más nombrados, porque en él se reunía la Junta del linaje de los "Vallejos", uno de los cuatro que gobernaban el Valle, y allí elegían a los que, en nombre de ella, habían de desempeñar cargo público, el que eran confirmados por la Junta general que celebraban después todos los linajes en Mercadillo.
```

Lugar, en el Valle de Mena, perteneciente al partido de Laredo, jurisdicción de realengo, con alcalde ordinario.
A la caída del Antiguo Régimen queda agregado al ayuntamiento constitucional de Valle de Mena, en el partido de Villarcayo perteneciente a la región de Castilla la Vieja.

## Patrimonio
El casco antiguo, la Iglesia de Santo Tomás y una casona junto a la iglesia.
Además de los edificios citados también existe una casa blasonada en la zona alta del pueblo perteneciente a la familia Polo, el viejo molino reformado por la familia Zorrilla (cuya familia posee muchas propiedades tanto en Villasuso como en otros pueblos del Valle de Mena), el pozo donde se lavaba antiguamente la ropa (durante muchos años fue de la familia Zorrilla, que hace unos años cedió al ayuntamiento) y la vieja central hidroeléctrica en el camino conocido como la "ferreria" que une Villasuso con Vallejo de Mena.
Las fiestas del pueblo se celebran el 24 de agosto en honor a San Bartalomé. Este mismo día se celebra la santa misa en la iglesia de Santo Tomás y se saca en procesión al santo. El fin de semana anterior a fiestas se suele celebrar la ya conocida Jabalí Trail, una carrera/marcha de 21 km que transcurre por los numerosos caminos del monte Redondo.
El pueblo consta de un Asador - Cafetería y también posee camping, parques, canchas de fútbol y fuentes de agua potable. Se divide en tres grandes zonas, el 'casco antiguo' donde se concentran la mayoría de casas originarias del pueblo, la campa (zona de ocio bordeada por el río Cadagua) y el barrio conocido como 'Prado'.